# Diego Laxalt
Diego Sebastián Laxalt Suárez (7. únor 1993 Montevideo, Uruguay) je uruguayský fotbalista, působící na pozici levého záložníka nebo podhrotového hráče (trequartista), pro svoji rychlost bývá srovnáván s krajanem Álvarem Recobou.
Je odchovancem klubu Defensor Sporting, odkud v roce 2013 přestoupil do Interu Milán. V italském velkoklubu však neodehrál ani jeden soutěžní zápas, byl uvolněn na hostování do Bologna FC 1909, Empoli FC a Janov CFC, kde v roce 2016 získal stálou smlouvu. V roce 2018 přestoupil do AC Milán.
Startoval na mistrovství Jižní Ameriky ve fotbale hráčů do 20 let 2013 v Argentině, kde přispěl jednou brankou ke třetímu místu svého týmu, a na mistrovství světa ve fotbale hráčů do 20 let 2013 v Turecku, kde Uruguayci získali stříbrné medaile. V seniorské reprezentaci debutoval v roce 2016. Byl zařazen do kádru pro Copa América 2016, kde však v žádném zápase nenastoupil. Trenér Óscar Tabárez ho nominoval rovněž na mistrovství světa ve fotbale 2018 v Rusku.

## Přestupy
- z Defensor Sporting do FC Inter Milán za 2 300 000 Euro
- z FC Inter Milán do Bologna FC 1909 (hostování)
- z FC Inter Milán do Empoli FC (hostování)
- z FC Inter Milán do Janov CFC za 500 000 Euro (hostování)
- z FC Inter Milán do Janov CFC za 5 800 000 Euro
- z Janov CFC do AC Milán za 19 000 000 Euro
- z AC Milán do Turín FC za 500 000 Euro (hostování)
- z AC Milán do Celtic Glasgow (hostování)
- z AC Milán do FK Dynamo Moskva za 3 500 000 Euro

## Statistiky
| Sezóna                  | Klub                    | Liga                    | Liga   | Liga | Ligové poháry | Ligové poháry | Ligové poháry | Kontinentální poháry | Kontinentální poháry | Kontinentální poháry | Celkem | Celkem |
| Sezóna                  | Klub                    | Soutěž                  | Zápasy | Góly | Soutěž        | Zápasy        | Góly          | Soutěž               | Zápasy               | Góly                 | Zápasy | Góly   |
| ----------------------- | ----------------------- | ----------------------- | ------ | ---- | ------------- | ------------- | ------------- | -------------------- | -------------------- | -------------------- | ------ | ------ |
| 2012/13                 | Defensor Sporting       | Primera División        | 15     | 1    | -             | 0             | 0             | PO                   | 0                    | 0                    | 15     | 1      |
| 2013/14                 | Boloňa                  | Serie A                 | 15     | 2    | IP            | 0             | 0             | -                    | 0                    | 0                    | 15     | 2      |
| 2014/15                 | Empoli                  | Serie A                 | 4      | 0    | IP            | 3             | 1             | -                    | 0                    | 0                    | 7      | 1      |
| 2015                    | Janov                   | Serie A                 | 8      | 0    | IP            | 0             | 0             | -                    | 0                    | 0                    | 8      | 0      |
| 2015/16                 | Janov                   | Serie A                 | 35     | 3    | IP            | 1             | 0             | -                    | 0                    | 0                    | 36     | 3      |
| 2016/17                 | Janov                   | Serie A                 | 36     | 1    | IP            | 3             | 0             | -                    | 0                    | 0                    | 39     | 1      |
| 2017/18                 | Janov                   | Serie A                 | 32     | 3    | IP            | 2             | 1             | -                    | 0                    | 0                    | 34     | 4      |
| Celkem za Janov         | Celkem za Janov         | Celkem za Janov         | 111    | 7    | -             | 6             | 1             | -                    | 0                    | 0                    | 117    | 8      |
| 2018/19                 | Milán                   | Serie A                 | 20     | 0    | IP+IS         | 4+0           | 0+0           | EL                   | 5                    | 0                    | 29     | 0      |
| 2019/20                 | Turín                   | Serie A                 | 16     | 0    | IP            | 2             | 0             | EL                   | 0                    | 0                    | 18     | 0      |
| 2020                    | Milán                   | Serie A                 | 4      | 0    | IP            | 2             | 0             | -                    | 0                    | 0                    | 6      | 0      |
| Celkem za Milán         | Celkem za Milán         | Celkem za Milán         | 24     | 0    | -             | 6             | 0             | -                    | 5                    | 0                    | 35     | 0      |
| 2020/21                 | Celtic                  | Scottish Premiership    | 17     | 1    | SP+SLP        | 2+1           | 0             | EL                   | 6                    | 0                    | 26     | 1      |
| 2021/22                 | Dynamo Moskva           | Premier Liga            | 14     | 0    | RP            | 2             | 0             | -                    | 0                    | 0                    | 16     | 0      |
| 2022/23                 | Dynamo Moskva           | Premier Liga            | 9      | 0    | RP            | 5             | 0             | -                    | 0                    | 0                    | 14     | 0      |
| 2023/24                 | Dynamo Moskva           | Premier Liga            | 24     | 0    | RP            | 6             | 0             | -                    | 0                    | 0                    | 30     | 0      |
| 2024/25                 | Dynamo Moskva           | Premier Liga            | 15     | 0    | RP            | 3             | 0             | -                    | 0                    | 0                    | 18     | 0      |
| Celkem za Dynamo Moskva | Celkem za Dynamo Moskva | Celkem za Dynamo Moskva | 62     | 0    | -             | 16            | 0             | -                    | 0                    | 0                    | 78     | 0      |
| Celkově                 | Celkově                 | Celkově                 | 264    | 11   | -             | 36            | 2             | -                    | 11                   | 0                    | 311    | 13     |

## Úspěchy

### Klubové
- 1× vítěz skotského poháru (2019/20)

### Reprezentační
- 1× na MS (2018)
- 2× na CA (2016, 2019)
- 1× na MS 20 (2013 - stříbro)
- 1x na MJA 20 let (2013 - bronz)